# Imperial Marinheiro (corveta)
Imperial Marinheiro foi uma corveta operada pela Armada Imperial Brasileira de 1852 a 1865. A corveta foi construída no Arsenal de Marinha do Rio de Janeiro e lançada ao mar em 27 de agosto de 1851. A embarcação foi incorporada à frota imperial em 21 de janeiro de 1852, tendo como seu primeiro comandante o futuro Almirante Francisco Manuel Barroso da Silva.
Imperial Marinheiro participou de várias viagens nacionais e internacionais. Visitou a Europa entre janeiro de 1857 e fevereiro de 1858. Durante uma comissão de Santa Catarina ao Rio de Janeiro em 1865, a corveta foi acometida por uma forte tempestade e encalhou em Restinga da Marambaia, sul da província do Rio de Janeiro. Não se registrou mortos, porém a embarcação afundou logo após o incidente.

## Construção e características
A corveta Imperial Marinheiro, teve sua quilha batida no estaleiro Arsenal de Marinha do Rio de Janeiro em 1.º de agosto de 1850. Este marco inicial sinalizou o início de um processo de construção que culminou com seu lançamento ao mar em 27 de agosto de 1851, marcando o início de sua jornada operacional. Em 21 de janeiro de 1852, a corveta foi oficialmente incorporada à Armada Imperial Brasileira. O Capitão-de-Fragata Francisco Manuel Barroso da Silva teve a honra de comandar este navio em seus primeiros dias de serviço.
Quanto às dimensões do navio, a corveta Imperial Marinheiro apresentava um comprimento de 30.57 metros, uma boca de 9.75 metros, um pontal de 4.11 metros e um calado de 3.35 metros. No que se refere à propulsão, a corveta contava com velas e era armada em formato de Brigue-Barca, caracterizada por seus dois mastros que a auxiliavam na navegação. Essa configuração era comum para navios de sua época e permitia uma manobrabilidade razoável. No tocante ao armamento, a corveta Imperial Marinheiro estava equipada com 14 canhões Paixhans de calibre 30. Em relação à tripulação, o navio geralmente acomodava entre 130 a 150 pessoas durante o período em que esteve em serviço.

## História
No ano de 1851, a corveta se tornou o primeiro navio a ser docado no Dique Imperial, que hoje é conhecido como Almirante Jardim, localizado na Ilha das Cobras. Este evento foi celebrado em 21 de setembro, marcando um marco importante na trajetória do navio. O ano de 1852 viu a corveta embarcar em uma viagem de exploração e descoberta, rumo às Ilhas Malvinas (Falklands), com uma breve escala em Montevidéu.
Em 1857, Imperial Marinheiro partiu em uma viagem, liderada pelo Capitão-de-Fragata Francisco Cordeiro Torres e Alvim. Esta viagem de instrução à Europa incluiu escalas em vários portos, como Lisboa, Cadiz, Gibraltar, Toulon, Genova, Nápoles, Palermo, Argel, Plymouth e Cherbourg, antes de retornar ao Rio de Janeiro em 3 de fevereiro de 1858.

### Naufrágio
Durante uma viagem de Santa Catarina para o Rio de Janeiro, em 1865 o navio enfrentou um violento temporal que resultou na perda de alguns escaleres e pequenas avarias. As adversidades climáticas persistiram, e a corveta acabou encalhando na Restinga da Marambaia, no litoral sul da Província do Rio de Janeiro, hoje conhecida como a Praia da Pescaria Velha. A bordo, havia apenas um escaler disponível, e a tripulação enfrentou a difícil tarefa de montar balsas improvisadas para resgatar todos os ocupantes do navio. Graças à determinação dos marinheiros, todos os tripulantes foram salvos, incluindo alguns doentes que estavam a bordo. A guarnição estabeleceu um acampamento na praia, onde receberam ajuda do Subdelegado da Pedra, que forneceu carne seca e farinha.
Em 30 de junho, o Vapor de reboque Incansável, fretado pelo Arsenal de Marinha, chegou ao local do desastre para prestar os socorros necessários aos náufragos, uma vez que não havia mais meios de salvar a corveta Imperial Marinheiro. A tripulação que foi resgatada no vapor incluía o imediato, oficiais e 94 praças. O Capitão-Tenente Picanço da Costa, ajudante da Capitania dos Portos, também estava a bordo e confirmou aos meios de comunicação que o casco da corveta estava irremediavelmente perdido. No entanto, o comandante da corveta nesse momento, o Capitão-de-Fragata Antônio Rodrigues da Costa, permaneceu no local do acidente com cerca de vinte praças, com a missão de recuperar objetos e pertences que pudessem ser resgatados pelo mar.